# Liste des clochers-murs des Alpes-de-Haute-Provence
Cet article recense les édifices religieux des Alpes-de-Haute-Provence, en France, munis d'un clocher-mur.

## Liste
| Édifice                                                        | Commune                     | Notes                                                              | Coordonnées                      | Photo |
| -------------------------------------------------------------- | --------------------------- | ------------------------------------------------------------------ | -------------------------------- | ----- |
| Chapelle Saint-Marc d'Allemagne-en-Provence                    | Allemagne-en-Provence       |                                                                    | 43° 46′ 55″ nord, 6° 01′ 05″ est |       |
| Église Saint-Marc d'Allemagne-en-Provence                      | Allemagne-en-Provence       |                                                                    | 43° 46′ 51″ nord, 6° 00′ 31″ est |       |
| Chapelle Notre-Dame-de-Lumière de la Baumelle                  | Allos                       |                                                                    | 44° 15′ 32″ nord, 6° 35′ 16″ est |       |
| Chapelle Notre-Dame-des-Monts du lac d'Allos                   | Allos                       |                                                                    | 44° 14′ 18″ nord, 6° 42′ 23″ est |       |
| Église Notre-Dame-de-Valvert                                   | Allos                       | Classé MH (1846)                                                   | 44° 14′ 17″ nord, 6° 37′ 42″ est |       |
| Chapelle Notre-Dame-de-Bon-Secours d'Angles                    | Angles                      |                                                                    | 43° 56′ 35″ nord, 6° 33′ 19″ est |       |
| Chapelle Notre-Dame de Rouaine                                 | Annot                       |                                                                    | 43° 55′ 55″ nord, 6° 39′ 39″ est |       |
| Chapelle Notre-Dame de Vérimande                               | Annot                       |                                                                    | 43° 58′ 04″ nord, 6° 39′ 36″ est |       |
| Chapelle Notre-Dame de Vers-la-Ville                           | Annot                       | Inscrit MH (1967)                                                  | 43° 58′ 08″ nord, 6° 40′ 17″ est |       |
| Église de l'Assomption-de-Notre-Dame d'Archail                 | Archail                     |                                                                    | 44° 07′ 18″ nord, 6° 20′ 03″ est |       |
| Église Saint-Véran d'Aubenas-les-Alpes                         | Aubenas-les-Alpes           |                                                                    | 43° 55′ 51″ nord, 5° 40′ 54″ est |       |
| Église Saint-Julien d'Aubignosc                                | Aubignosc                   |                                                                    | 44° 07′ 51″ nord, 5° 57′ 57″ est |       |
| Église Sainte-Marie-Madeleine d'Authon                         | Authon                      |                                                                    | 44° 14′ 17″ nord, 6° 07′ 36″ est |       |
| Chapelle Notre-Dame-des-Anges de Banon                         | Banon                       |                                                                    | 44° 02′ 54″ nord, 5° 39′ 18″ est |       |
| Église Saint-Marc de Banon                                     | Banon                       |                                                                    | 44° 02′ 18″ nord, 5° 37′ 35″ est |       |
| Chapelle Saint-Louis de Barras                                 | Barras                      |                                                                    | 44° 06′ 17″ nord, 6° 06′ 53″ est |       |
| Chapelle Saint-Pierre de Barras                                | Barras                      |                                                                    | 44° 05′ 55″ nord, 6° 06′ 46″ est |       |
| Chapelle Notre-Dame-de-Miséricorde de Barrême                  | Barrême                     |                                                                    | 43° 57′ 08″ nord, 6° 21′ 58″ est |       |
| Église Sainte-Anne de Gévaudan                                 | Barrême                     |                                                                    | 43° 57′ 29″ nord, 6° 26′ 00″ est |       |
| Chapelle Saint-Jacques-et-Saint-Philippe de la Basse-Combe     | Bayons                      |                                                                    | 44° 20′ 26″ nord, 6° 13′ 52″ est |       |
| Église Saint-Christophe-et-Saint-Sébastien d'Esparron-la-Bâtie | Bayons                      |                                                                    | 44° 18′ 32″ nord, 6° 09′ 04″ est |       |
| Église Sainte-Anne d'Astoin                                    | Bayons                      |                                                                    | 44° 21′ 54″ nord, 6° 10′ 22″ est |       |
| Chapelle Saint-Blaise du Clucheret                             | Beaujeu                     |                                                                    | 44° 11′ 29″ nord, 6° 21′ 42″ est |       |
| Église Notre-Dame-de-l’Assomption de Beaujeu                   | Beaujeu                     |                                                                    | 44° 12′ 13″ nord, 6° 22′ 16″ est |       |
| Église Saint-Gervais-Saint-Protais de Bevons                   | Bevons                      |                                                                    | 44° 10′ 56″ nord, 5° 52′ 45″ est |       |
| Chapelle Saint-Étienne de Palus                                | Beynes                      |                                                                    | 43° 58′ 25″ nord, 6° 13′ 07″ est |       |
| Chapelle Sainte-Élisabeth-du-Portugal de la Melle              | Blieux                      |                                                                    | 43° 54′ 43″ nord, 6° 20′ 41″ est |       |
| Église Saint-Nicolas-de-Myre de Bras-d'Asse                    | Bras-d'Asse                 |                                                                    | 43° 55′ 30″ nord, 6° 07′ 26″ est |       |
| Chapelle Notre-Dame de Braux                                   | Braux                       |                                                                    | 43° 58′ 54″ nord, 6° 42′ 01″ est |       |
| Église Saint-Martin de Brunet                                  | Brunet                      |                                                                    | 43° 53′ 28″ nord, 6° 01′ 49″ est |       |
| Église Saint-Maurice du Brusquet                               | Le Brusquet                 |                                                                    | 44° 09′ 39″ nord, 6° 18′ 45″ est |       |
| Église Saint-Michel du Caire                                   | Le Caire                    |                                                                    | 44° 22′ 13″ nord, 6° 03′ 38″ est |       |
| Chapelle Notre-Dame-du-Roc de Castellane                       | Castellane                  |                                                                    | 43° 50′ 48″ nord, 6° 31′ 02″ est |       |
| Église Saint-Antoine de la Palud                               | Castellane                  |                                                                    | 43° 51′ 54″ nord, 6° 29′ 49″ est |       |
| Église Saint-Pierre de Taulanne                                | Castellane                  |                                                                    | 43° 52′ 10″ nord, 6° 27′ 00″ est |       |
| Église Saint-Pons d'Éoulx                                      | Castellane                  | Classé MH (1981)                                                   | 43° 48′ 49″ nord, 6° 33′ 02″ est |       |
| Église Saint-Jacques d'Espinouse                               | Le Chaffaut-Saint-Jurson    |                                                                    | 44° 00′ 41″ nord, 6° 05′ 54″ est |       |
| Chapelle Saint-Jean-Baptiste de Château-Arnoux-Saint-Auban     | Château-Arnoux-Saint-Auban  |                                                                    | 44° 05′ 20″ nord, 6° 00′ 03″ est |       |
| Église Saint-Laurent de Châteaufort                            | Châteaufort                 |                                                                    | 44° 16′ 29″ nord, 6° 01′ 01″ est |       |
| Chapelle Notre-Dame-des-Anges de Lange                         | Châteauneuf-Miravail        |                                                                    | 44° 10′ 05″ nord, 5° 42′ 00″ est |       |
| Église Saint-Mary des Curniers                                 | Châteauneuf-Miravail        |                                                                    | 44° 09′ 51″ nord, 5° 43′ 34″ est |       |
| Église Saint-Maxime de Châteauredon                            | Châteauredon                |                                                                    | 44° 00′ 52″ nord, 6° 12′ 54″ est |       |
| Église Saint-Antoine de Norante                                | Chaudon-Norante             |                                                                    | 43° 58′ 49″ nord, 6° 18′ 44″ est |       |
| Chapelle Notre-Dame-de-la-Visitation des Roches                | Claret                      |                                                                    | 44° 23′ 42″ nord, 5° 58′ 32″ est |       |
| Chapelle Sainte-Agathe des Sauzeries-Basses                    | Clumanc                     |                                                                    | 44° 02′ 44″ nord, 6° 21′ 36″ est |       |
| Église Notre-Dame de Clumanc                                   | Clumanc                     | Inscrit MH (1980)                                                  | 44° 01′ 37″ nord, 6° 23′ 14″ est |       |
| Église Saint-Honorat de Saint-Honorat                          | Clumanc                     |                                                                    | 44° 01′ 17″ nord, 6° 22′ 03″ est |       |
| Église Notre-Dame de Curbans                                   | Curbans                     |                                                                    | 44° 25′ 44″ nord, 6° 02′ 19″ est |       |
| Église Saint-Martin de Curel                                   | Curel                       |                                                                    | 44° 10′ 33″ nord, 5° 40′ 27″ est |       |
| Chapelle Notre-Dame-d'Ubage du Plan-Notre-Dame                 | Dauphin                     |                                                                    | 43° 53′ 29″ nord, 5° 45′ 40″ est |       |
| Église Saint-Fortunat de Ville                                 | Demandolx                   |                                                                    | 43° 53′ 01″ nord, 6° 32′ 55″ est |       |
| Église Saints-Pierre-et-Paul de Demandolx                      | Demandolx                   |                                                                    | 43° 52′ 13″ nord, 6° 34′ 39″ est |       |
| Chapelle des Hôtelleries                                       | Digne-les-Bains             |                                                                    | 44° 06′ 03″ nord, 6° 14′ 42″ est |       |
| Chapelle Saint-Pierre de Courbons                              | Digne-les-Bains             |                                                                    | 44° 06′ 06″ nord, 6° 12′ 13″ est |       |
| Chapelle Saint-Véran de Saint-Véran                            | Digne-les-Bains             |                                                                    | 44° 05′ 15″ nord, 6° 12′ 46″ est |       |
| Chapelle Sainte-Madeleine des Hautes-Siéyès                    | Digne-les-Bains             |                                                                    | 44° 05′ 34″ nord, 6° 12′ 29″ est |       |
| Église Notre-Dame-des-Anges de Courbons                        | Digne-les-Bains             |                                                                    | 44° 06′ 24″ nord, 6° 12′ 23″ est |       |
| Église Saint-Étienne de Gaubert                                | Digne-les-Bains             |                                                                    | 44° 03′ 39″ nord, 6° 11′ 39″ est |       |
| Église Saint-Pons de Draix                                     | Draix                       |                                                                    | 44° 08′ 05″ nord, 6° 20′ 35″ est |       |
| Chapelle Notre-Dame d'Ajonc                                    | Entrevennes                 |                                                                    | 43° 58′ 18″ nord, 6° 04′ 15″ est |       |
| Chapelle Notre-Dame d'Entrevennes                              | Entrevennes                 |                                                                    | 43° 56′ 18″ nord, 6° 01′ 42″ est |       |
| Chapelle de l'Immaculée-Conception des Cléments                | L'Escale                    | Également nommée chapelle des Cléments                             | 44° 05′ 04″ nord, 6° 01′ 32″ est |       |
| Chapelle Sainte-Anne d'Esparron-de-Verdon                      | Esparron-de-Verdon          |                                                                    | 43° 44′ 17″ nord, 5° 58′ 13″ est |       |
| Église Saint-Pierre-ès-Liens d'Albiosc                         | Esparron-de-Verdon          |                                                                    | 43° 44′ 27″ nord, 6° 00′ 58″ est |       |
| Église Notre-Dame de Faucon-du-Caire                           | Faucon-du-Caire             |                                                                    | 44° 23′ 50″ nord, 6° 05′ 25″ est |       |
| Église Saint-Pierre de Fontienne                               | Fontienne                   |                                                                    | 44° 00′ 34″ nord, 5° 47′ 36″ est |       |
| Chapelle Notre-Dame de Fougères                                | Forcalquier                 |                                                                    | 43° 56′ 02″ nord, 5° 47′ 41″ est |       |
| Chapelle Saint-François de Forcalquier                         | Forcalquier                 |                                                                    | 43° 57′ 33″ nord, 5° 47′ 01″ est |       |
| Église Saint-Pons du Fugeret                                   | Le Fugeret                  |                                                                    | 44° 00′ 11″ nord, 6° 38′ 34″ est |       |
| Église Saint-Laurent de Gigors                                 | Gigors                      |                                                                    | 44° 25′ 08″ nord, 6° 09′ 39″ est |       |
| Église Notre-Dame de Saint-Estève                              | Hautes-Duyes                |                                                                    | 44° 10′ 48″ nord, 6° 09′ 41″ est |       |
| Église Saint-Pierre-ès-Liens d'Auribeau                        | Hautes-Duyes                |                                                                    | 44° 11′ 56″ nord, 6° 10′ 24″ est |       |
| Chapelle des Girons                                            | L'Hospitalet                |                                                                    | 44° 06′ 32″ nord, 5° 41′ 48″ est |       |
| Église Sainte-Anne de Lardiers                                 | Lardiers                    | Classé MH (1978)                                                   | 44° 03′ 23″ nord, 5° 42′ 45″ est |       |
| Église Saint-Georges de Limans                                 | Limans                      | Inscrit MH (2019)                                                  | 43° 59′ 05″ nord, 5° 43′ 49″ est |       |
| Chapelle Notre-Dame du Plan                                    | Lurs                        |                                                                    | 43° 58′ 59″ nord, 5° 51′ 25″ est |       |
| Chapelle Notre-Dame-de-Vie de Lurs                             | Lurs                        |                                                                    | 43° 58′ 24″ nord, 5° 53′ 24″ est |       |
| Chapelle Saint-Michel de Lurs                                  | Lurs                        |                                                                    | 43° 57′ 57″ nord, 5° 53′ 12″ est |       |
| Église de l'Invention-de-la-Croix de Lurs                      | Lurs                        |                                                                    | 43° 58′ 08″ nord, 5° 53′ 23″ est |       |
| Église Saint-Florent de Chénerilles                            | Malijai                     |                                                                    | 44° 01′ 38″ nord, 6° 04′ 13″ est |       |
| Église Notre-Dame-et-Sainte-Anne de Mallemoisson               | Mallemoisson                |                                                                    | 44° 02′ 58″ nord, 6° 07′ 28″ est |       |
| Chapelle du prieuré Notre-Dame de Salagon                      | Mane                        | Inscrit MH (1980)                                                  | 43° 56′ 04″ nord, 5° 45′ 37″ est |       |
| Chapelle Notre-Dame-de-l'Assomption du prieuré de Châteauneuf  | Mane                        | Classé MH (1981)                                                   | 43° 55′ 56″ nord, 5° 44′ 02″ est |       |
| Chapelle Notre-Dame-de-Pitié de Mane                           | Mane                        | Également nommée chapelle des Pénitents blancs ; Inscrit MH (1993) | 43° 56′ 14″ nord, 5° 46′ 02″ est |       |
| Chapelle Saint-Honorat des Mées                                | Les Mées                    | Classé MH (1983)                                                   | 43° 58′ 13″ nord, 5° 56′ 05″ est |       |
| Chapelle Saint-Roch des Mées                                   | Les Mées                    |                                                                    | 44° 01′ 44″ nord, 5° 58′ 44″ est |       |
| Chapelle Saint-Julien de Saint-Barthélemy                      | Méolans-Revel               |                                                                    | 44° 22′ 29″ nord, 6° 27′ 47″ est |       |
| Chapelle Notre-Dame-du-Rosaire de Mézel                        | Mézel                       |                                                                    | 43° 59′ 48″ nord, 6° 11′ 39″ est |       |
| Chapelle Saint-Christol de Mirabeau                            | Mirabeau                    |                                                                    | 44° 02′ 38″ nord, 6° 03′ 51″ est |       |
| Chapelle Saint-Philippe de Mirabeau                            | Mirabeau                    |                                                                    | 44° 03′ 00″ nord, 6° 04′ 56″ est |       |
| Chapelle Saint-Roch de Mison                                   | Mison                       |                                                                    | 44° 15′ 52″ nord, 5° 50′ 29″ est |       |
| Chapelle Sainte-Beaume de Mison                                | Mison                       |                                                                    | 44° 16′ 01″ nord, 5° 50′ 52″ est |       |
| Chapelle Saint-Léger de Montclar                               | Montclar                    |                                                                    | 44° 25′ 13″ nord, 6° 20′ 15″ est |       |
| Chapelle Saint-Donat de Montfort                               | Montfort                    | Classé MH (1959)                                                   | 44° 03′ 31″ nord, 5° 56′ 27″ est |       |
| Église Saint-Jacques de Montlaux                               | Montlaux                    |                                                                    | 44° 02′ 49″ nord, 5° 50′ 43″ est |       |
| Église Saint-Pierre-ès-Liens du Haut-Montsalier                | Montsalier                  |                                                                    | 44° 01′ 48″ nord, 5° 36′ 27″ est |       |
| Chapelle Notre-Dame-du-Serret                                  | Moriez                      |                                                                    | 43° 57′ 23″ nord, 6° 28′ 58″ est |       |
| Église Saint-Claude d'Hyèges                                   | Moriez                      |                                                                    | 43° 59′ 06″ nord, 6° 27′ 22″ est |       |
| Chapelle Saint-Pierre de Beauvoir                              | Moustiers-Sainte-Marie      |                                                                    | 43° 49′ 53″ nord, 6° 13′ 28″ est |       |
| Chapelle Sainte-Anne de Moustiers-Sainte-Marie                 | Moustiers-Sainte-Marie      |                                                                    | 43° 50′ 43″ nord, 6° 13′ 21″ est |       |
| Église Notre-Dame-de-la-Nativité de Nibles                     | Nibles                      |                                                                    | 44° 16′ 54″ nord, 6° 01′ 08″ est |       |
| Église Notre-Dame-de-Bethléem de Haut-Noyers                   | Noyers-sur-Jabron           | Classé MH (1913)                                                   | 44° 10′ 07″ nord, 5° 49′ 42″ est |       |
| Église Saint-Pierre-ès-Liens des Omergues                      | Les Omergues                |                                                                    | 44° 10′ 18″ nord, 5° 36′ 27″ est |       |
| Chapelle Saint-Pancrace d'Oraison                              | Oraison                     |                                                                    | 43° 53′ 21″ nord, 5° 55′ 00″ est |       |
| Chapelle Saint-Pierre des Chauvets                             | La Palud-sur-Verdon         |                                                                    | 43° 50′ 26″ nord, 6° 19′ 22″ est |       |
| Église Saint-Martin de Peipin                                  | Peipin                      |                                                                    | 44° 08′ 12″ nord, 5° 57′ 27″ est |       |
| Église Saint-Pierre-ès-Liens de Peipin                         | Peipin                      |                                                                    | 44° 08′ 12″ nord, 5° 57′ 33″ est |       |
| Chapelle Saint-Sauveur de la Bâtie                             | Peyroules                   |                                                                    | 43° 48′ 46″ nord, 6° 36′ 00″ est |       |
| Église Saint-Pons de Peyroules                                 | Peyroules                   | Inscrit MH (2006)                                                  | 43° 48′ 55″ nord, 6° 38′ 34″ est |       |
| Église Sainte-Anne de la Foux                                  | Peyroules                   |                                                                    | 43° 48′ 58″ nord, 6° 40′ 46″ est |       |
| Chapelle Saint-Nicolas d'Augès                                 | Peyruis                     | Également appelée chapelle de l'Ermitage                           | 44° 02′ 37″ nord, 5° 54′ 36″ est |       |
| Chapelle Saint-Roch de Peyruis                                 | Peyruis                     |                                                                    | 44° 01′ 30″ nord, 5° 56′ 03″ est |       |
| Chapelle Saint-Apollinaire de Puimoisson                       | Puimoisson                  | Classé MH (1976)                                                   | 43° 51′ 30″ nord, 6° 09′ 34″ est |       |
| Église Notre-Dame-de-l'Assomption de Reillanne                 | Reillanne                   | Inscrit MH (2019)                                                  | 43° 52′ 49″ nord, 5° 39′ 37″ est |       |
| Église Saint-Pierre de Reillanne                               | Reillanne                   | Ruines                                                             | 43° 52′ 40″ nord, 5° 39′ 33″ est |       |
| Église Saint-André du Revest                                   | Revest-Saint-Martin         |                                                                    | 44° 01′ 38″ nord, 5° 49′ 18″ est |       |
| Église Saint-Jean de Vière                                     | La Rochegiron               |                                                                    | 44° 05′ 36″ nord, 5° 40′ 08″ est |       |
| Chapelle Saint-Christophe de Rougon                            | Rougon                      |                                                                    | 43° 47′ 59″ nord, 6° 23′ 55″ est |       |
| Église Notre-Dame-de-la-Roche-et-Saint-Romain de Rougon        | Rougon                      |                                                                    | 43° 47′ 55″ nord, 6° 24′ 09″ est |       |
| Chapelle Notre-Dame de Saint-André-les-Alpes                   | Saint-André-les-Alpes       |                                                                    | 43° 58′ 15″ nord, 6° 30′ 39″ est |       |
| Chapelle Saint-Barnabé de Méouilles                            | Saint-André-les-Alpes       |                                                                    | 43° 57′ 10″ nord, 6° 31′ 10″ est |       |
| Église de Courchons                                            | Saint-André-les-Alpes       | Ruines                                                             | 43° 55′ 40″ nord, 6° 30′ 38″ est |       |
| Église Saint-Benoît de Saint-Benoît                            | Saint-Benoît                |                                                                    | 43° 58′ 03″ nord, 6° 43′ 34″ est |       |
| Église Notre-Dame-d'Espérance de Saint-Jeannet                 | Saint-Jeannet               |                                                                    | 43° 57′ 07″ nord, 6° 07′ 25″ est |       |
| Église Saint-Julien de Saint-Julien-d'Asse                     | Saint-Julien-d'Asse         |                                                                    | 43° 54′ 59″ nord, 6° 05′ 37″ est |       |
| Église Saint-Laurent de Saint-Lions                            | Saint-Lions                 |                                                                    | 43° 59′ 07″ nord, 6° 24′ 00″ est |       |
| Église Saint-Martin de Saint-Martin-les-Eaux                   | Saint-Martin-les-Eaux       | Inscrit MH (1972)                                                  | 43° 52′ 30″ nord, 5° 44′ 03″ est |       |
| Église Saint-Pierre de Saint-Michel-l'Observatoire             | Saint-Michel-l'Observatoire |                                                                    | 43° 54′ 37″ nord, 5° 42′ 55″ est |       |
| Église Sainte-Marie-Madeleine de Lincel                        | Saint-Michel-l'Observatoire | Inscrit MH (1988)                                                  | 43° 53′ 24″ nord, 5° 42′ 24″ est |       |
| Église Saint-Jean-Baptiste de Fouillouse                       | Saint-Paul-sur-Ubaye        | Inscrit MH (2016)                                                  | 44° 31′ 33″ nord, 6° 48′ 13″ est |       |
| Église Notre-Dame de Beauvoir de Sainte-Tulle                  | Sainte-Tulle                |                                                                    | 43° 47′ 10″ nord, 5° 45′ 52″ est |       |
| Chapelle Saint-Joseph de Salignac                              | Salignac                    |                                                                    | 44° 09′ 28″ nord, 5° 59′ 21″ est |       |
| Église Saint-Clément de Salignac                               | Salignac                    |                                                                    | 44° 09′ 27″ nord, 5° 59′ 25″ est |       |
| Chapelle Sainte-Marthe du Haut-Chardavon                       | Seyne                       |                                                                    | 44° 20′ 41″ nord, 6° 19′ 51″ est |       |
| Église Saint-Claude de Sigonce                                 | Sigonce                     | Inscrit MH (1967)                                                  | 43° 59′ 44″ nord, 5° 50′ 28″ est |       |
| Église Notre-Dame d'Espavent                                   | Sigoyer                     |                                                                    | 44° 19′ 09″ nord, 5° 57′ 30″ est |       |
| Chapelle Notre-Dame-de-Pitié de Simiane-la-Rotonde             | Simiane-la-Rotonde          |                                                                    | 43° 58′ 57″ nord, 5° 33′ 27″ est |       |
| Chapelle Saint-Vincent de Carniol                              | Simiane-la-Rotonde          |                                                                    | 43° 58′ 40″ nord, 5° 35′ 56″ est |       |
| Chapelle Notre-Dame-du-Château de Sisteron                     | Sisteron                    |                                                                    | 44° 11′ 57″ nord, 5° 56′ 37″ est |       |
| Chapelle Saint-Domnin du Thor                                  | Sisteron                    |                                                                    | 44° 10′ 40″ nord, 5° 56′ 16″ est |       |
| Chapelle Saint-Marcel de Sisteron                              | Sisteron                    | Classé MH (1984)                                                   | 44° 12′ 07″ nord, 5° 56′ 49″ est |       |
| Chapelle Notre-Dame-du-Plan des Berliés                        | Soleilhas                   |                                                                    | 43° 51′ 23″ nord, 6° 38′ 30″ est |       |
| Église Saint-Pierre-ès-Liens de Sourribes                      | Sourribes                   |                                                                    | 44° 08′ 52″ nord, 6° 00′ 57″ est |       |
| Église Saint-Pierre du Moustier                                | Thorame-Basse               |                                                                    | 44° 05′ 39″ nord, 6° 31′ 02″ est |       |
| Église Notre-Dame-de-l'Assomption de Peyresq                   | Thorame-Haute               | Inscrit MH (1971)                                                  | 44° 04′ 03″ nord, 6° 37′ 03″ est |       |
| Chapelle Saint-Pons d'Ubraye                                   | Ubraye                      |                                                                    | 43° 54′ 29″ nord, 6° 41′ 46″ est |       |
| Église Saint-Sébastien de Rouainette                           | Ubraye                      |                                                                    | 43° 55′ 36″ nord, 6° 39′ 41″ est |       |
| Église Saint-Christophe de Vachères                            | Vachères                    | Ruines                                                             | 43° 55′ 58″ nord, 5° 38′ 15″ est |       |
| Église Saint-Pancrace de Valavoire                             | Valavoire                   |                                                                    | 44° 16′ 46″ nord, 6° 04′ 00″ est |       |
| Église Saint-Sauveur de Valbelle                               | Valbelle                    |                                                                    | 44° 08′ 59″ nord, 5° 52′ 36″ est |       |
| Chapelle de la Trinité de Valensole                            | Valensole                   |                                                                    | 43° 48′ 41″ nord, 5° 56′ 06″ est |       |
| Église Saint-Marcellin de Vaumeilh                             | Vaumeilh                    |                                                                    | 44° 17′ 16″ nord, 5° 57′ 30″ est |       |
| Chapelle Saint-Jean des Tourniaires                            | Venterol                    |                                                                    | 44° 28′ 16″ nord, 6° 05′ 34″ est |       |
| Église Saints-Crépin-et-Crépinien de Venterol                  | Venterol                    |                                                                    | 44° 26′ 38″ nord, 6° 05′ 56″ est |       |
| Église Saint-Martin du Haut-Vernet                             | Le Vernet                   |                                                                    | 44° 15′ 56″ nord, 6° 23′ 01″ est |       |
| Chapelle du prieuré Notre-Dame-du-Largue                       | Villemus                    | Inscrit MH (1989)                                                  | 43° 52′ 35″ nord, 5° 42′ 14″ est |       |
| Église Saint-Étienne de Villemus                               | Villemus                    |                                                                    | 43° 51′ 33″ nord, 5° 42′ 02″ est |       |
| Église Saint-Saturnin de Villeneuve                            | Villeneuve                  | Inscrit MH (1926)                                                  | 43° 53′ 40″ nord, 5° 51′ 39″ est |       |
| Église Saint-Martin de Volonne                                 | Volonne                     | Ruines ; Classé MH (1971)                                          | 44° 06′ 54″ nord, 6° 00′ 53″ est |       |